# Otto Barblan

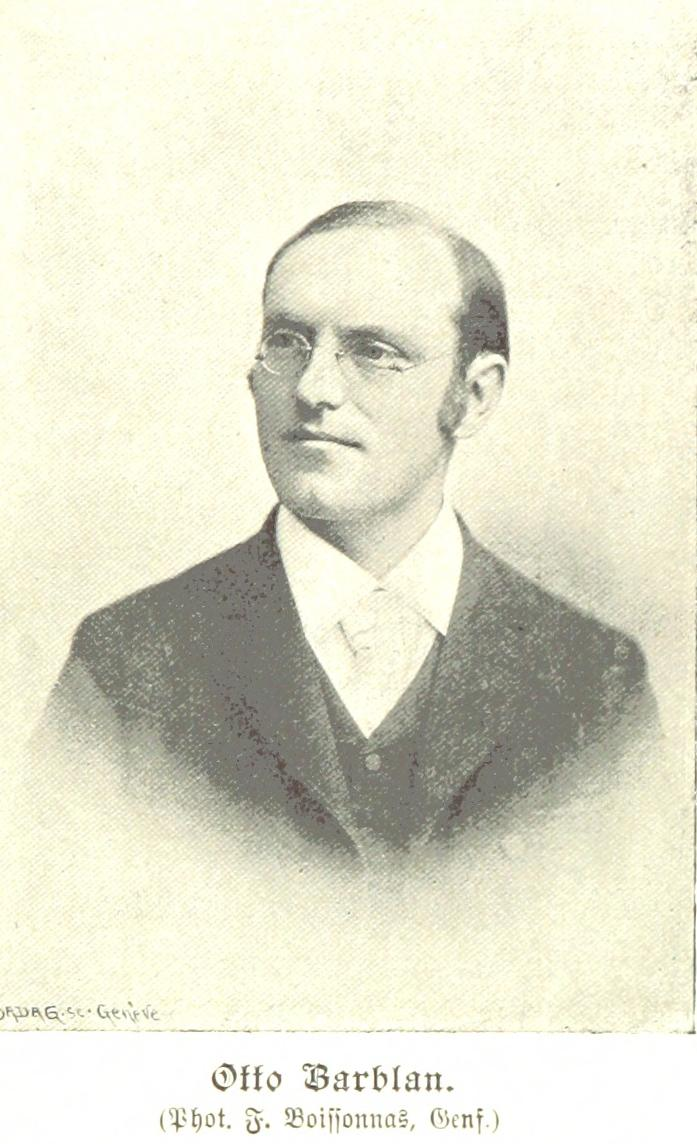
Otto Barblan (1899)

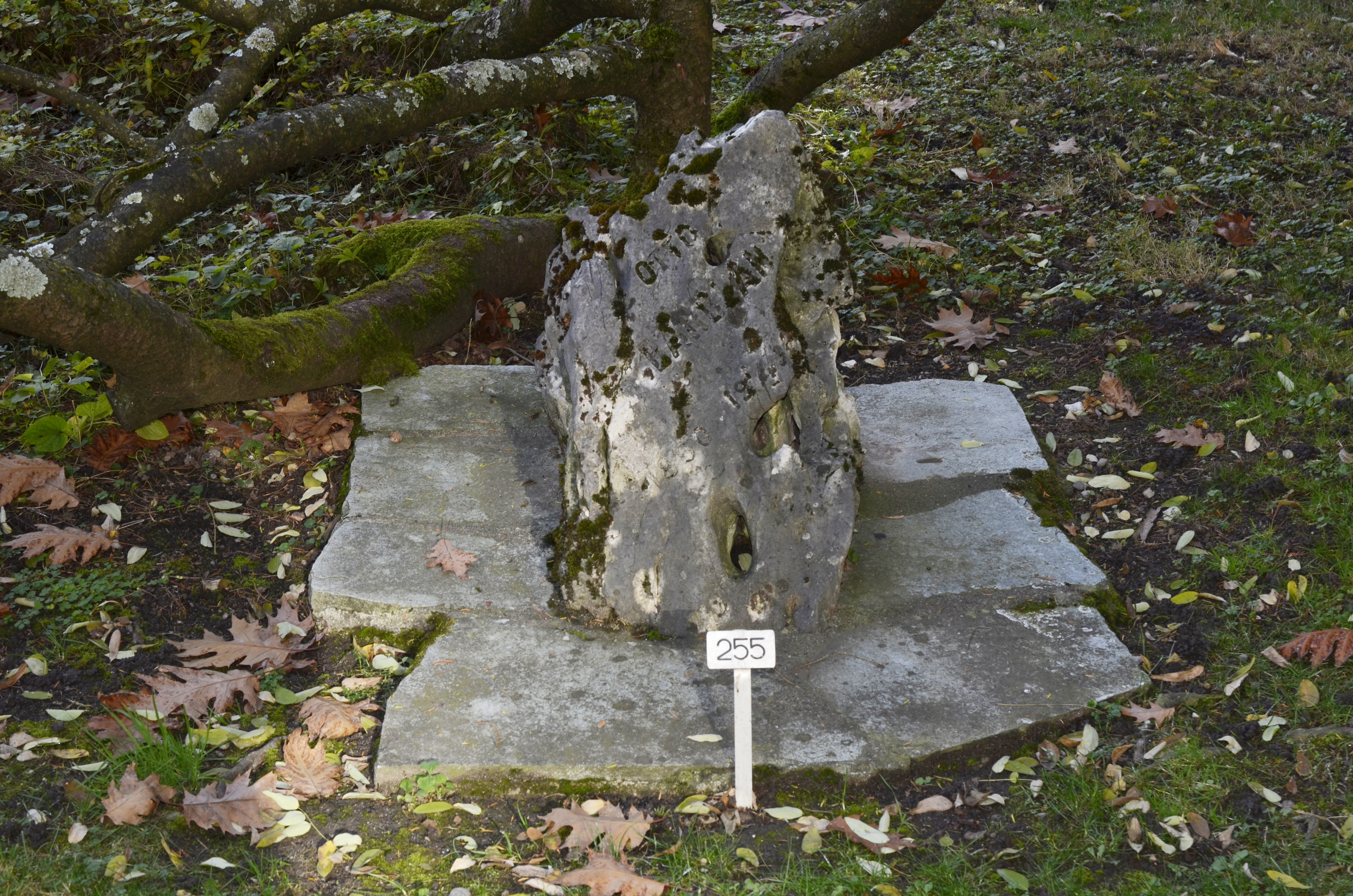
Grab Otto Barblans, Friedhof der Könige, Genf

Otto Barblan (* 22. März 1860 in S-chanf im Oberengadin; † 19. Dezember 1943 in Genf) war ein Schweizer Komponist, Organist und Musikpädagoge. Er war unter anderem Schüler von Immanuel Faißt und stand in der kompositorischen Tradition von Felix Mendelssohn Bartholdy, fand aber zu einem eigenständigen und unverwechselbaren Stil.

## Leben
Otto Barblan wurde als Sohn des Lehrers, Organisten und Chorleiters Florian Barblan 1860 in der Gemeinde S-chanf im Kanton Graubünden in der Schweiz geboren. Sein Vater gab unter anderem eine Sammlung ladinischer Lieder heraus, Grossvater Otto Barblan und Onkel Domenic Barblan waren Pfarrer in verschiedenen Engadiner Orten.
Fast sein ganzes Leben blieb Barblan seinem Heimatland und vor allem seiner Muttersprache, dem Rätoromanisch, eng verbunden. 1874 kam er, zunächst dem Beruf des Vaters folgend, an das Lehrerseminar in Chur. Hier erhielt er von Robert Grisch (1824–1893), einem Schüler Mendelssohns, Klavierunterricht. Nach dem bestandenen Lehrerexamen entschloss er sich, sein Leben ganz der Musik zu widmen. Er studierte in den Jahren 1878 bis 1884 am Konservatorium Stuttgart die Fächer Orgel und Komposition und wurde Schüler von Immanuel Faißt und Sigmund Lebert. Faißt war es auch, dem Barblan seine erste Komposition für Orgel widmete. In diese Zeit fällt auch die intensive Beschäftigung mit der damals neuesten Musik von Richard Wagner und Johannes Brahms.
Bereits als Student unternahm Barblan Konzertreisen durch die Schweiz und das benachbarte Ausland. Nach seinem Examen wurde er selbst vertretungsweise Lehrer für Klavier und Orgel am Stuttgarter Konservatorium. Obwohl er diesen Posten nur ungern aufgab, verliess Barblan Stuttgart 1885 wieder, um den Posten eines Musiklehrers an der Bündner Kantonsschule in Chur anzunehmen. Er selbst berichtete später in seiner Autobiographie (Erinnerungen, Chur 1929), dass er dem Ruf der Heimat damals einfach nicht widerstehen konnte. Dort setzte sein Wirken verstärkt auch im Bereich der Laienmusik ein, da er zum Leiter des Churer gemischten Chores und später auch des Churer Männerchores ernannt wurde. In dieser Zeit entstanden seine ersten bedeutenden Kompositionen.
1887 bot man Barblan die Organistenstelle der Kathedrale St. Pierre in Genf an. Nach anfänglichem Zögern – Barblan wollte nach dieser kurzen Zeit seine Heimat nicht schon wieder verlassen – willigte er auf Drängen einer eigens angereisten Delegation schliesslich ein. Ein Jahr nach seinem Dienstantritt wurde ihm 1888 eine Stelle als Lehrer für Komposition und Orgel am Konservatorium in Genf angeboten. 1892 wurde er auch Dirigent der Société de Chant Sacré, in den Jahren 1889–1900 des Genfer Liederkranzes und seit 1901 des Petit Chœur und des Domchors von St. Pierre. Barblan liess es sich auch nicht nehmen, während der Sommermonate zusätzlich mehrere Orgelkonzerte pro Woche zu geben, von der Tätigkeit in der Laienmusik bei verschiedenen kleineren weltlichen und geistlichen Chören einmal abgesehen.
Seine Genfer Ämter füllte er bis 1938, also über 50 Jahre, mit Gewissenhaftigkeit und Können aus. Die in dieser Zeit von ihm betriebene aktive Förderung des Werks von Johann Sebastian Bach war grundlegend für eine bleibende Bach-Pflege in der Stadt. Durch seinen engagierten Einsatz für seine Orgelklasse wurde er bald zu einem gefragten Lehrer für zahlreiche angehende Organisten aus ganz Europa und Übersee. Er wirkte prägend auf das Genfer Musikleben.
Betrachtet man die Widmungsträger seiner Kompositionen, wird schnell deutlich, dass Barblan zu vielen wichtigen Künstlerpersönlichkeiten seiner Zeit Kontakt pflegte (Brahms, Guilmant, Saint-Saëns, Widor). Ein Kontakt bestand auch zu Max Reger und Albert Schweitzer sowie zu Karl Straube, der seine Passacaglia op. 6 aufführte.
Barblan war Ehrenbürger der Stadt Genf und hielt die Ehrendoktorwürde der Genfer Universität. 1937 wurde er zum Ehrenmitglied des Schweizerischen Tonkünstlervereins berufen. Eine Strasse in Genf sowie eine in Chur tragen seinen Namen. Er starb 1943 in Genf.

## Werke
Trotz vielfältigen Aufgaben gelang es Barblan, ein umfangreiches und gehaltvolles kompositorisches Œuvre zu schaffen. Dessen Schwerpunkt liegt entsprechend seiner Tätigkeit im Bereich von Chor- und Orgelwerken. Bekannt wurden vor allem die Musik zur Calvenfeier (1899), ein Festspiel patriotischen Inhalts in vier Akten für Soli, Chor und Orchester, das an die Schlacht an der Calven von 1499 und den Beitritt Graubündens zur Helvetischen Republik von 1798 erinnert, ebenso seine Komposition zum Calvin-Jubiläum von 1909. Bedeutend ist auch seine 1916 komponierte und heute noch in der Schweiz gelegentlich zu hörende Lukas-Passion.
Barblans einziges kammermusikalisches Werk ist sein elegisches und von Heimweh inspiriertes Streichquartett in D-Dur. Von den zahlreichen Kompositionen für Orgel sind die Passacaglia op. 6, die Chaconne über B-A-C-H op. 10 und seine Karl Straube gewidmeten Konzertvariationen über B-A-C-H op. 24 zu nennen. Zahlreiche kleinere Orgelkompositionen, die Barblan meist in Gruppen zusammengefasst hat (Fünf Stücke op. 5, Vier Stücke op. 21, Drei Stücke op. 22, Vier Stücke op. 26, Vier Stücke op. 28), und seine Originalbeiträge zu Sammlungen verdienen ebenfalls Erwähnung. An grösseren Werken sind die Fantasie g-Moll op. 16, seine Toccata op. 23 und sein Andante mit Variationen op. 1 zu nennen. Für den Musikverlag Edition Peters gab Barblan das Orgelwerk von César Franck heraus.
Barblans Werke zeichnen sich durchgängig durch ihre kompositorische Dichte und farbige Harmonik aus, sie sind dadurch aber oft nicht leicht durchhörbar.
Heute ist es eher still um Otto Barblan geworden. Seine Vaterlands-Hymne aus dem Calven-Festspiel, die nur wegen einiger markanter, aber als zu schroff empfundener Tonsprünge nicht Landeshymne geworden ist, wird in der Schweiz noch ab und zu gespielt. Eher selten ist in Orgelkonzerten eines seiner Werke zu hören. Es deutet sich aber im Rahmen des wiedererwachenden Interesses für romantische Orgelmusik eine Neuentdeckung seiner Werke an.

### Werke mit Opuszahl
- Andante mit Variationen für die Orgel zum Gebrauch in Konzerten op. 1, J. Rieter-Biedermann, Leipzig, 1887, OCLC 716243830, OCLC 84085249
- Grüsse aus der Heimat, sechs Klavierstücke op. 2, J. Rieter-Biedermann, Leipzig, OCLC 716234882
- Sechs Klavierstücke op. 3, J. Rieter-Biedermann, Leipzig, OCLC 1284745781
- Fünf Klavierstücke op. 4, J. Rieter-Biedermann, Leipzig, 1891, OCLC 1271338646
- Fünf Stücke für Orgel op. 5, Peters, Leipzig, 1893, OCLC 1100201944, OCLC 77616939
- Passacaglia für Orgel op. 6, J. Rieter-Biedermann, Leipzig, 1895, OCLC 881290854
- Ode patriotique für Soli, Männerchor und Orchester op. 7, Henn, Genf 1896, OCLC 807983096
- Calvenfeier 1499–1799–1899 Festspiel in vier Aufzügen und einem Festakt op.v8, Stehli und Keel, Chur 1899, OCLC 1284404644
- Botschaft, Text: Oscar Albrecht, französische Fassung: Message, Text: Paul Privat op. 9 Nr. 1, W. Sandoz, Neuchâtel 1900, OCLC 1198365213
- Sérénade, Text: Friedrich Rückert, französische Fassung: Text:Paul Privat op. 9 Nr. 5, OCLC 716233187
- L’amour ingénieux op. 9 Nr. 6 für gemischten Chor a cappella, Text: Paul Privat, 1921, OCLC 79762888, OCLC 716224419
- La bien-aimée est là! op. 9 Nr. 8 für gemischten Chor a cappella, Text: Paul Privat, OCLC 716224928
- Chaconne über B-A-C-H für Orgel op. 10, Leuckart, Leipzig 1902, OCLC 1072849916
- Vier Männerchöre op. 11, Sandoz, Neuchâtel 1903, OCLC 637816744, I Séparation. Text: Paul Privat
- Der 117. Psalm für Doppelchor a cappella op. 12, C. F. Kahnt, Leipzig 1904, OCLC 471518281
- Völkergebet op. 13 Nr. 1 für Männerchor a cappella, französische Fassung: Prière des peuples. Text: Paul Privat, Sandoz, Paris 1904, OCLC 79801235
- A la musique op. 13 Nr. 2 für gemischten Chor a cappella, Sandoz, Paris 1904, OCLC 79801235, OCLC 716222571
- Neue Lieder op. 14 Nr. 1 für Männerchor a cappella, Sandoz, Jobin & Cie, Neuchâtel 1906, französische Fassung: Chansons nouvelles. Text: Emmanuel Barblan, op. 14 Nr. 1 für gemischten Chor a cappella, OCLC 716225136
- Der Preis op. 14 Nr. 2 für Männerchor a cappella, Sandoz, Jobin & Cie, Neuchâtel 1906, OCLC 83518042
- Verschwunden, versunken op. 14 Nr. 3 für Männerchor a cappella, Sandoz, Jobin & Cie, Neuchâtel 1906, OCLC 83517950, französische Fassung: Adieux op. 14 Nr. 3 für gemischten Chor a cappella, OCLC 716223083
- Schnitterlied op. 14 Nr. 4 für Männerchor a cappella, Text: Conrad Ferdinand Meyer, Sandoz, Jobin & Cie, Neuchâtel 1906, OCLC 83517950, französische Fassung: Chant des moissonneurs. Text:  Charles Meckenstock, op. 14 Nr. 4, OCLC 716225423
- Psalm 23 für gemischten Chor a cappella op. 15, C. F. Kahnt, Leipzig 1906, OCLC 67716329
- Fantasie für Orgel op. 16, OCLC 122365905
- Zwei Lieder für Männerchor op. 17, OCLC 81447092, I In der Kirschenblüt’, OCLC 83130683, II Keine Nacht
- Streichquartett Nr. 1 d-Moll op. 19, OCLC 610357828
- Post tenebras lux, Kantate für das Calvin-Jubiläum 1909 in Genf op. 20, OCLC 716414486
- Vier Stücke für Orgel op. 21, OCLC 890936176
- Drei Stücke für Orgel op. 22, Böhm, Augsburg 1910, OCLC 316081080, Nr. 3 Trost
- Toccata für Orgel op. 23, OCLC 1038548079
- Variationen über B-A-C-H für Orgel op. 24, OCLC 1342283570
- Die Lukaspassion op. 25, OCLC 1284563855
- Vier Stücke für Orgel op. 26, OCLC 890566541
- Vier Stücke für Orgel op. 28, OCLC 879600610
- Streichquartett Nr. 2 a-Moll op. 29 OCLC 807937930

### Werke ohne Opuszahl
- Amour discret für gemischten Chor a cappella, OCLC 78333349
- Amour intrépide für gemischten Chor a cappella, OCLC 81970732
- Amur vers Dieu e Cristus für gemischten Chor a cappella, OCLC 1151796297. Incipit: O vita amabla
- Andante religioso für Orgel, 1912, OCLC 122616813
- Der schweizerischen Schuljugend. Sechs patriotische Gesänge, Gebrüder Hug & Co., Leipzig 1931, OCLC 82828573 OCLC 600647728

## Schriften
- Erinnerungen. In: Bündnerisches Monatsblatt. Nr. 1, Januar 1929, S. 1–24. Digitalisat; Nr. 2, Februar 1929, S. 44–60 (Digitalisat).